# مینامی-کو، ناگویا
می‌نامی-کو، ناگویا (به لاتین: Minami-ku, Nagoya) یک منطقهٔ مسکونی در ژاپن است که در ناگویا واقع شده‌است. می‌نامی-کو ۱۸٫۴۶ کیلومترمربع مساحت و ۱۴۰٬۲۴۰ نفر جمعیت دارد.